# العلاقات التشيكية البولندية
العلاقات التشيكية البولندية هي العلاقات الثنائية التي تجمع بين التشيك وبولندا.

## مقارنة بين البلدين
هذه مقارنة عامة ومرجعية للدولتين:
| وجه المقارنة                                              | التشيك                                                                            | بولندا                                                                             |
| --------------------------------------------------------- | --------------------------------------------------------------------------------- | ---------------------------------------------------------------------------------- |
| المساحة (كم2)                                             | 78.87 ألف                                                                         | 312.68 ألف                                                                         |
| عدد السكان (نسمة)                                         | 10.52 مليون                                                                       | 38.43 مليون                                                                        |
| الكثافة السكانية (ن./كم²)                                 | 133.38                                                                            | 122.91                                                                             |
| العاصمة                                                   | براغ                                                                              | وارسو                                                                              |
| اللغة الرسمية                                             | اللغة التشيكية                                                                    | اللغة البولندية                                                                    |
| العملة                                                    | كرونة تشيكية، كرونة تشيكوسلوفاكية                                                 | زلوتي بولندي                                                                       |
| الناتج المحلي الإجمالي (بليون دولار)                      | 215.73 مليار                                                                      | 524.51 مليار                                                                       |
| الناتج المحلي الإجمالي (تعادل القوة الشرائية) بليون دولار | 356.15 مليار                                                                      | 1.02 تريليون                                                                       |
| الناتج المحلي الإجمالي الاسمي للفرد دولار أمريكي          | 17.55 ألف                                                                         | 12.55 ألف                                                                          |
| الناتج المحلي الإجمالي للفرد دولار أمريكي                 | 31.19 ألف                                                                         | 26.14 ألف                                                                          |
| مؤشر التنمية البشرية                                      | 0.878                                                                             | 0.843                                                                              |
| رمز المكالمات الدولي                                      | +420                                                                              | +48                                                                                |
| رمز الإنترنت                                              | .cz                                                                               | .pl                                                                                |
| المنطقة الزمنية                                           | ت ع م+01:00، ت ع م+02:00، توقيت وسط أوروبا، توقيت وسط أوروبا الصيفي، أوروبا/براغ ‏ | توقيت وسط أوروبا، ت ع م+01:00، ت ع م+02:00، أوروبا/وارسو ‏، توقيت وسط أوروبا الصيفي |

## مدن متوأمة
في ما يلي قائمة باتفاقيات التوأمة بين مدن تشيكية وبولندية:
- ترتبط Bilina  [لغات أخرى]‏ مع بيلجوراج [الإنجليزية]‏ باتفاقية توأمة منذ 1 فبراير 1995.
- ترتبط باردوبيتسه مع Bełchatów [الإنجليزية]‏ باتفاقية توأمة منذ 1 سبتمبر 1992.[12][13][14][15]
- ترتبط فيشكوف مع Jarosław [الإنجليزية]‏ باتفاقية توأمة.
- ترتبط منيلنيك مع Przeworsk [الإنجليزية]‏ باتفاقية توأمة.
- ترتبط يسينيك مع Głuchołazy [الإنجليزية]‏ باتفاقية توأمة.
- ترتبط Kravaře [الإنجليزية]‏ مع لوبلينيتس [الإنجليزية]‏ باتفاقية توأمة.
- ترتبط فريدك-ميستك مع ميسوفيتسه باتفاقية توأمة.
- ترتبط Vrbno pod Pradědem [الإنجليزية]‏ مع Gmina Głogówek [الإنجليزية]‏ باتفاقية توأمة.
- ترتبط ترتنوف مع Kamienna Góra [الإنجليزية]‏ باتفاقية توأمة منذ 2008.
- ترتبط Boskovice [الإنجليزية]‏ مع Rawa Mazowiecka [الإنجليزية]‏ باتفاقية توأمة.
- ترتبط Rusín [الإنجليزية]‏ مع Głubczyce [الإنجليزية]‏ باتفاقية توأمة.
- ترتبط أوسترافا مع كاتوفيتسه باتفاقية توأمة منذ 1971.
- ترتبط Česká Třebová [الإنجليزية]‏ مع Oława [الإنجليزية]‏ باتفاقية توأمة منذ 9 يونيو 2005.[16]
- ترتبط Dolní Benešov [الإنجليزية]‏ مع Gmina Wilamowice [الإنجليزية]‏ باتفاقية توأمة.
- ترتبط شترنبرك [الإنجليزية]‏ مع Kobiór [الإنجليزية]‏ باتفاقية توأمة.
- ترتبط شومبيرك مع نيسا باتفاقية توأمة.
- ترتبط Bystřice nad Pernštejnem [الإنجليزية]‏ مع Boguchwała [الإنجليزية]‏ باتفاقية توأمة.
- ترتبط Ivančice [الإنجليزية]‏ مع Aleksandrów Kujawski [الإنجليزية]‏ باتفاقية توأمة.
- ترتبط Hlučín [الإنجليزية]‏ مع Namysłów [الإنجليزية]‏ باتفاقية توأمة.
- ترتبط Zlaté Hory [الإنجليزية]‏ مع Kętrzyn [الإنجليزية]‏ باتفاقية توأمة.
- ترتبط هرادتس كرالوفه مع فروتسواف باتفاقية توأمة منذ 16 يونيو 2003.[17][18][17][18]
- ترتبط Vítkov [الإنجليزية]‏ مع Kalety [الإنجليزية]‏ باتفاقية توأمة.
- ترتبط Orlová [الإنجليزية]‏ مع Rydułtowy [الإنجليزية]‏ باتفاقية توأمة.
- ترتبط Litovel [الإنجليزية]‏ مع فياليتشكا باتفاقية توأمة.[19]
- ترتبط Studénka [الإنجليزية]‏ مع دابروفا غورنيزا باتفاقية توأمة.
- ترتبط برنو مع بوزنان باتفاقية توأمة منذ 1973.
- ترتبط زنويمو مع Strzegom [الإنجليزية]‏ باتفاقية توأمة.
- ترتبط Vrchlabí [الإنجليزية]‏ مع Kowary [الإنجليزية]‏ باتفاقية توأمة.
- ترتبط برشيروف مع Ozimek [الإنجليزية]‏ باتفاقية توأمة منذ 7 أغسطس 2010.[20][21][20][21]
- ترتبط Krnov [الإنجليزية]‏ مع Mińsk Mazowiecki [الإنجليزية]‏ باتفاقية توأمة.
- ترتبط Bohumín [الإنجليزية]‏ مع Grodków [الإنجليزية]‏ باتفاقية توأمة.
- ترتبط كارفينا مع ريبنيك باتفاقية توأمة.
- ترتبط نوفي يتشين مع شفينتوخوفيتسه باتفاقية توأمة.
- ترتبط سلافكوف أو برنا مع Sławków [الإنجليزية]‏ باتفاقية توأمة.
- ترتبط Litomyšl [الإنجليزية]‏ مع Łańcut [الإنجليزية]‏ باتفاقية توأمة.
- ترتبط Rýmařov [الإنجليزية]‏ مع Gmina Ozimek [الإنجليزية]‏ باتفاقية توأمة.
- ترتبط Broumov [الإنجليزية]‏ مع Nowa Ruda, Lower Silesian Voivodeship [الإنجليزية]‏ باتفاقية توأمة.
- ترتبط كروميشريش مع Piekary Śląskie [الإنجليزية]‏ باتفاقية توأمة.
- ترتبط Nepomuk [الإنجليزية]‏ مع Wisła [الإنجليزية]‏ باتفاقية توأمة.
- ترتبط سوشيتسا مع خوينا باتفاقية توأمة.
- ترتبط برونتال مع أوبولي باتفاقية توأمة منذ 8 ديسمبر 1997.
- ترتبط Jablunkov [الإنجليزية]‏ مع Siemianowice Śląskie [الإنجليزية]‏ باتفاقية توأمة.
- ترتبط أوبافا مع كاتوفيتسه باتفاقية توأمة.[22][23][24][25]
- ترتبط Police nad Metují [الإنجليزية]‏ مع شويدنكتسا [الإنجليزية]‏ باتفاقية توأمة.
- ترتبط Vysoké Mýto [الإنجليزية]‏ مع Pyrzyce [الإنجليزية]‏ باتفاقية توأمة.
- ترتبط Červený Kostelec [الإنجليزية]‏ مع Ząbkowice Śląskie [الإنجليزية]‏ باتفاقية توأمة.
- ترتبط راكوفنيك مع Kościan [الإنجليزية]‏ باتفاقية توأمة.
- ترتبط هافروف مع يزتشمبية ازدرويي باتفاقية توأمة.
- ترتبط نيمبورك مع Żarów, Lower Silesian Voivodeship [الإنجليزية]‏ باتفاقية توأمة منذ 2004.
- ترتبط بيرون مع Brzeg [الإنجليزية]‏ باتفاقية توأمة.
- ترتبط Lanškroun [الإنجليزية]‏ مع جرجونغوف [الإنجليزية]‏ باتفاقية توأمة.
- ترتبط Blatno (Chomutov District) [الإنجليزية]‏ مع Debrzno [الإنجليزية]‏ باتفاقية توأمة.
- ترتبط Králíky [الإنجليزية]‏ مع Międzylesie [الإنجليزية]‏ باتفاقية توأمة.
- ترتبط خروديم مع Oleśnica [الإنجليزية]‏ باتفاقية توأمة.
- ترتبط Mikulovice (Jeseník District) [الإنجليزية]‏ مع Głuchołazy [الإنجليزية]‏ باتفاقية توأمة.
- ترتبط بلانسكو مع لغنيتسا باتفاقية توأمة.
- ترتبط تيريزين مع Dębno [الإنجليزية]‏ باتفاقية توأمة.
- ترتبط Město Albrechtice [الإنجليزية]‏ مع Głubczyce [الإنجليزية]‏ باتفاقية توأمة.
- ترتبط أوستي ناد أورليتسي مع Bystrzyca Kłodzka [الإنجليزية]‏ باتفاقية توأمة.
- ترتبط Luhačovice [الإنجليزية]‏ مع Ustroń [الإنجليزية]‏ باتفاقية توأمة.
- ترتبط كوتنا هورا مع تارنوفسكي غوري باتفاقية توأمة.
- ترتبط تشيسكي تشين مع جيشن باتفاقية توأمة.

## منظمات دولية مشتركة
يشترك البلدان في عضوية مجموعة من المنظمات الدولية، منها:
| علم المنظمة | اسم المنظمة                             | تاريخ انضمام التشيك | تاريخ انضمام بولندا |
| ----------- | --------------------------------------- | ------------------- | ------------------- |
|             | المنظمة الأوروبية لسلامة الملاحة الجوية | 1996                | 2004                |
|             | منظمة الشرطة الجنائية الدولية           | ?                   | ?                   |
|             | الاتحاد البريدي العالمي                 | ?                   | 1 مايو 1919         |
|             | مركز تنسيق الحركة في أوروبا ‏            | ?                   | ?                   |
|             | حلف شمال الأطلسي                        | 12 مارس 1999        | 12 مارس 1999        |
|             | منظمة التجارة العالمية                  | ?                   | 1 يوليو 1995        |
|             | منظمة التعاون الاقتصادي والتنمية        | ?                   | 22 نوفمبر 1996      |
|             | الفريق المعني برصد الأرض                | ?                   | ?                   |
|             | مجموعة الموردين النوويين                | ?                   | ?                   |
|             | مؤسسة التنمية الدولية                   | 1993                | 28 أكتوبر 1960      |
|             | اتفاقية السماوات المفتوحة               | ?                   | ?                   |
|             | منظمة الأمن والتعاون في أوروبا          | 1993                | 25 يونيو 1973       |
|             | الوكالة الدولية للطاقة                  | ?                   | 25 سبتمبر 2008      |
|             | مجلس أوروبا                             | ?                   | 26 نوفمبر 1991      |
|             | مؤسسة التمويل الدولية                   | 1993                | 29 ديسمبر 1987      |
|             | منظمة حظر الأسلحة الكيميائية            | ?                   | ?                   |
|             | الأمم المتحدة                           | 19 يناير 1993       | 24 أكتوبر 1945      |
|             | الاتحاد الدولي للاتصالات                | 1993                | 1921                |
|             | الاتحاد الأوروبي                        | 1 مايو 2004         | 1 مايو 2004         |
|             | البنك الدولي للإنشاء والتعمير           | 1993                | 27 يونيو 1986       |
|             | مجموعة أستراليا                         | 1994                | 1994                |
|             | وكالة الفضاء الأوروبية                  | ?                   | 19 يناير 2012       |
|             | وكالة ضمان الاستثمار متعدد الأطراف      | 1993                | 29 يونيو 1990       |
|             | نظام تحكم تكنولوجيا القذائف             | 1998                | 1998                |
|             | يونسكو                                  | 22 فبراير 1993      | 6 نوفمبر 1946       |

## أعلام
هذه قائمة لبعض الشخصيات التي تربطها علاقات بالبلدين:
- إليزابيث ريتشيزا من بولندا (1 سبتمبر 1286 – 18 أكتوبر 1335)
- بوليسلاف الأول شروبري (967 – 17 يونيو 1025[35])
- جان ستيكا (فنان بولندي، 8 أبريل 1858[36][37][38] – 28 أبريل 1925[37][36][39])
- زغمونت الأول (1467[40] – 1 أبريل 1548[40])
- ليوبولد ستاف (شاعر بولندي، 14 نوفمبر 1878[41] – 31 مايو 1957[42])
- هانا سروموفا (لاعبة كرة مضرب تشيكية، 10 أبريل 1978 – )
- يان ماتيكو (رسام بولندي، 24 يونيو 1838[43] – 1 نوفمبر 1893[44][45][46])

## وصلات خارجية
- موقع وزارة الخارجية التشيكية
- موقع وزارة الخارجية البولندية